# NEXT STAGE (シブがき隊のアルバム)
『NEXT STAGE』（ネクスト・ステージ）は、シブがき隊の11枚目のオリジナル・アルバム。1987年5月5日に発売。

## 収録曲

### LPレコード・カセットテープ
- SIDE A

1. ドリーム・ラッシュ
作詞：秋元康／作曲・編曲：後藤次利
2. EARLY SUMMER -本木雅弘
作詞：秋元康／作曲・編曲：後藤次利
3. 炎のRAPPER -布川敏和
作詞：秋元康／作曲・編曲：後藤次利
4. 雨のボサノバ -薬丸裕英
作詞：秋元康／作曲・編曲：後藤次利
5. 雨の日の君が好き
作詞：平塚文子／作曲・編曲：中村哲

- SIDE B

1. HISTORY OF SHIBUGAKI-TAI（Non Stop DJ）
  - NAI・NAI 16

作詞：森雪之丞／作曲・編曲：井上大輔
  - 100%…SOかもね!

作詞：森雪之丞／作曲・編曲：井上大輔
  - ZOKKON 命

作詞：森雪之丞／作曲・編曲：水谷竜緒
  - Hey! Bep-pin

作詞：森雪之丞／作曲・編曲：後藤次利
  - 喝!

作詞：売野雅勇／作曲・編曲：後藤次利
  - DJ in My Life

日本語詞：売野雅勇／作曲：Joey Carbone／編曲：後藤次利
  - 月光淑女!

作詞：森雪之丞／作曲：Frankie T.／編曲：鷺巣詩郎
  - トラ! トラ! トラ!

作詞：森雪之丞／作曲：後藤次利／編曲：鷺巣詩郎
  - スシ食いねェ!

作詞：岡田冨美子・S.I.S.／作曲：後藤次利／編曲：鷺巣詩郎
  - 恋人達のBlvd.

作詞：尾関裕司・森雪之丞／作曲：尾関裕司／編曲：戸田誠司
  - ドリーム・ラッシュ

作詞：秋元康／作曲・編曲：後藤次利

### CD
1. ドリーム・ラッシュ
2. EARLY SUMMER -本木雅弘
3. 炎のRAPPER -布川敏和
4. 雨のボサノバ -薬丸裕英
5. 雨の日の君が好き
6. HISTORY OF SHIBUGAKI-TAI（Non Stop DJ）
  - NAI・NAI 16
  - 100%…SOかもね!
  - ZOKKON 命
  - Hey! Bep-pin
  - 喝!
  - DJ in My Life
  - 月光淑女!
  - トラ! トラ! トラ!
  - スシ食いねェ!
  - 恋人達のBlvd.
  - ドリーム・ラッシュ